# Нижній Юсь
Нижній Юсь (рос. Нижний Юсь) — присілок у Вавозькому районі Удмуртії, Росія.
Населення — 2 особи (2010; 4 в 2002).
Національний склад (2002):
- росіяни — 50 %
- татари — 50 %

Урбаноніми:
- вулиці — Баланова, Балабановська